# ウアッソ

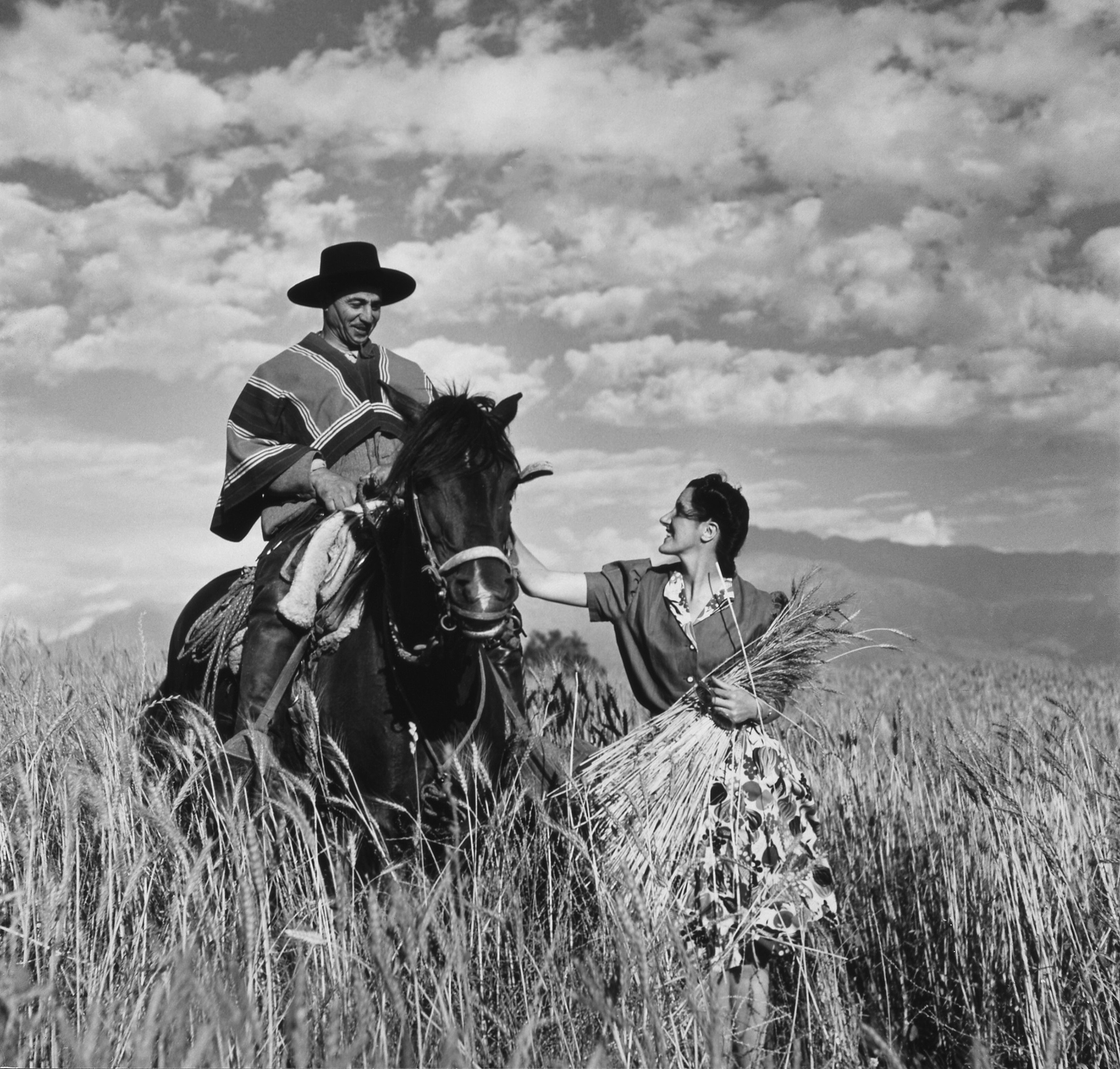
チリのウアッソ（1940年）

ウアッソとは、チリの田園人であり、優れた騎手である。アルゼンチン、ウルグアイのガウチョ、アメリカ合衆国のカウボーイ、メキシコのバケーロやチャーロと良く似ている。なお、女性形はウアッサであるが、チナの方が彼の妻や恋人を表す用語としてよく使われる。チナの呼称はクエカの踊りの最中に見ることができる。
ウアッソス（複数形）は通常チリ中部の渓谷地帯に見出すことができる。彼等はチリ馬に乗り、典型的に「チュパージャ」と呼ばれる麦わら帽子を被り、また、短いアンダルシア風のウェストジャケットの上に、尻の上の装飾された革脚絆と4つのラウエルと多くの典型的な衣類のある、美しく長い脛の拍車を支える生で隠された革の拍車のホルダーと同様に「マンタ」や「チャマント」（けれどもこちらは高価であるため、往々にして地主が身につけるものである）と呼ばれるポンチョを着る。
ウアッソスはチリの民衆文化の中で重要な部分を占めており、パレード、フェスタ、祝日においては死活的な部分である。クエッカの踊りのコイチーナはウアッソの長きに渡る活動により続けられ、伝統的な「デ・リゲール」にも同じことが起きた。
チリでは「ウアッソ」や「アウアサード」（ウアッソの道）はまたマナーや都市生活の洗練さのない人間を言及する際に、「レッドネック」と呼ぶ時のように軽蔑して使われることもある。 

## 語源
一般的に複数の説が発展している、ケチュア語で「孤児」、「共同体に属していない者」を意味するhuakcha（スペイン語風にするとhuacho）、つまり自由かつ宿なしである存在は、ウアッソ/ガウチョの神話の中で重要な要素であり、もう一つの説としてはケチュア語で動物の後ろ、粗野、田舎者を意味するhuasuから来ているとする説もある。さらにスペイン語のアンダルシア方言とアメリカ方言から来たguaso/aは最後に感じられるものである。民間語源の様式では自由な騎手（富と気高さを含意している）と、洗練されていない田舎の武骨者といったウアッソのコントラストするアイデンティティを一つに導いた。両者は共にチリで使われる用法である。